# Paulina Gramaglia
Paulina Gramaglia (Córdoba, Argentina, 21 de marzo de 2003) es una futbolista argentina. Juega como delantera en el Red Bull Bragantino del Serie A2 de Brasil, cedida del Houston Dash de la NWSL de Estados Unidos. Es internacional con la selección Argentina.
Es la primera futbolista del fútbol argentino en ser vendida al exterior.

## Trayectoria

### Talleres
Paulina dio sus primeros pasos en Talleres cuando aún era adolescente: llegó al club a los 12 años y para 2016 ya entrenaba con el equipo de primera división. Debutó a los 13 años con las Matadoras en un partido ante Libertad. Con 17 años ya era titular y capitana de la selección Argentina sub-17, con la que además ganó el Torneo Internacional de Fútbol Femenino Sub-17 de 2019 en Buenos Aires. Con el club cordobés logró dos subcampeonatos: el torneo de Primera A y la Copa Córdoba de 2019, siendo ella una de las figuras del equipo. Fue distinguida con el Premio Estímulo de La Voz del Interior ese año y con la distinción Jerónimo Luis de Cabrera de la Municipalidad de Córdoba al año siguiente, además de ser abanderada en su colegio. En 2020 el torneo de la Liga Cordobesa fue suspendido debido a la pandemia de COVID-19 y luego de marcar más de 60 goles en "la T", Paulina decidió dejar el club para firmar en un club de Primera.

### UAI Urquiza
El 9 de diciembre de 2020 se confirmó su incorporación a la UAI Urquiza. Con "el Furgón" fue subcampeona del Clausura 2021 y convirtió cinco goles.

### Houston Dash
Para la temporada 2022, se anunció su préstamo al Houston Dash de la NWSL sin cargo por un año y con opción de compra. El club norteamericano compró su pase en noviembre de ese año, convirtiéndola en la primera futbolista argentina en ser vendida al exterior.

## Selección nacional
Su debut en la Selección Argentina mayor se produjo el 27 de noviembre de 2021.
El 8 de julio de 2023 es confirmada dentro de la lista de 23 convocadas para la Copa Mundial Femenina de Fútbol de 2023, siendo este su primer mundial con el seleccionado mayor.

#### Participaciones en Copas del Mundo
| Mundial           | Sede                     | Resultado      | Partidos | Goles |
| ----------------- | ------------------------ | -------------- | -------- | ----- |
| Copa Mundial 2023 | Australia/ Nueva Zelanda | Fase de grupos | 2        | 0     |

### Estadísticas
Datos actualizados al último partido jugado el 1 de agosto de 2025.
| Selección | Año   | Amistoso | Amistoso | Copa América | Copa América | Mundial | Mundial | Juegos Panamericanos | Juegos Panamericanos | Total | Total |
| Selección | Año   | PJ       | G        | PJ           | G            | PJ      | G       | PJ                   | G                    | PJ    | G     |
| --------- | ----- | -------- | -------- | ------------ | ------------ | ------- | ------- | -------------------- | -------------------- | ----- | ----- |
| Argentina |       |          |          |              |              |         |         |                      |                      |       |       |
| 2021      | 1     | 0        | 0        | 0            | 0            | 0       | 0       | 0                    | 1                    | 0     |       |
| 2022      | 1     | 0        | 0        | 0            | 0            | 0       | 0       | 0                    | 1                    | 0     |       |
| 2023      | 7     | 0        | 0        | 0            | 2            | 0       | 5       | 0                    | 14                   | 0     |       |
| 2025      | 2     | 0        | 4        | 0            | 0            | 0       | 0       | 0                    | 6                    | 0     |       |
| Total     | Total | 11       | 0        | 4            | 0            | 2       | 0       | 5                    | 0                    | 22    | 0     |

## Clubes
| Club                  | País           | Año             |
| --------------------- | -------------- | --------------- |
| Talleres              | Argentina      | 2016 - 2020     |
| UAI Urquiza           | Argentina      | 2021            |
| Houston Dash          | Estados Unidos | 2022            |
| Bragantino (préstamo) | Brasil         | 2023 - presente |